# جيمس سوليفان (منافس ألعاب قوى)
جيمس سوليفان (بالإنجليزية: James Sullivan)‏ هو منافس ألعاب قوى أمريكي، ولد في 28 فبراير 1885، وتوفي في 1 مارس 1964 في نيويورك في الولايات المتحدة.

## وصلات خارجية
- جيمس سوليفان على موقع أوليمبيديا (الإنجليزية)